# Le Thoureil
Le Thoureil è un comune francese di 443 abitanti situato nel dipartimento del Maine e Loira nella regione dei Paesi della Loira, divenuto dal 1º gennaio 2018 comune delegato di Gennes-Val-de-Loire.

## Storia

### Simboli
La gabare è una tradizionale imbarcazione a fondo piatto destinata al trasporto delle merci lungo la Loira.

## Società

### Evoluzione demografica
Abitanti censiti